# Tenuipalpus fici
Tenuipalpus fici är en spindeldjursart som beskrevs av Maninder och Ghai 1978. Tenuipalpus fici ingår i släktet Tenuipalpus och familjen Tenuipalpidae. Inga underarter finns listade i Catalogue of Life.